# Świat (1951–1969)
Świat – popularny ogólnopolski tygodnik ilustrowany ukazujący się w latach 1951–1969, przeważnie w objętości 24 stron, wydawany przez „RSW Prasa”.
Siedziba redakcji mieściła się przy ul. Nowy Świat 58 w Warszawie.

## Opis
Wydawany po II wojnie światowej, częściowo nawiązywał swą formułą do swego przedwojennego poprzednika, a częściowo do amerykańskiego tygodnika „Time”. Poświęcony był tematyce społeczno-politycznej, kulturalno-naukowej i ekonomicznej. Tutaj zamieszczali swe teksty wybitni reportażyści, m.in. Marian Brandys, Kazimierz Dziewanowski, Wiesław Górnicki, Krzysztof Kąkolewski, czy Lucjan Wolanowski.
Charakterystyczne cykle (stałe i okresowe) to m.in. „Świat-Nasza Kronika” Zbigniewa Mitznera (pod ps. „Jan Szeląg”), „Felieton krakowski” Stefana Otwinowskiego, „Notatnik zapaleńca” Józefa Hena, „Niebieskie kartki” Adolfa Rudnickiego, „Tylko dla kobiet” Anny Ziółkowej i in.
Na łamach pisma ukazywały się w odcinkach najważniejsze teksty literatury polskiej (m.in. pierwodruk Na wsi wesele Marii Dąbrowskiej, Przygody Pędrka Wyrzutka Stefana Themersona, fragmenty wydanej dopiero w latach 70. na emigracji powieści Leopolda Tyrmanda Siedem dalekich rejsów, opowiadania Wilhelma Macha) i światowej (np. Stary człowiek i morze Ernesta Hemingwaya w tłum. Bronisława Zielińskiego, czy opowiadania Jaroslava Haška w tłum. Stefana Dębskiego), ponadto m.in. sonety Janusza Minkiewicza, „Dziennik podróży” Mieczysława Jastruna, fraszki Stanisława Jerzego Leca i Tadeusza Fangrata, ilustracje, rysunki i historyjki obrazkowe znanych grafików, m.in. Jerzego Flisaka, Jana Lenicy, Zbigniewa Lengrena, Szymona Kobylińskiego, Antoniego Uniechowskiego, Ignacego Witza, czy Jerzego Zaruby i in.
Istotnym elementem każdego wydania były liczne czarno-białe fotografie (wśród fotoreporterów: Konstanty Jarochowski, Jan Kosidowski, Wiesław Prażuch i Władysław Sławny).
Na fali czystek politycznych po wydarzeniach marcowych w 1968 zlikwidowany; wkrótce w jego miejscu (i w tym samym budynku) powstał inny tygodnik „Perspektywy”.

## Dziennikarze – zespół redakcyjny, fotoreporterzy i autorzy pisma (wybór)
- Stefan Arski (redaktor naczelny 1951–1969) (1910–1993)
- Wojciech Adamiecki (1934–2008)
- Mirosław Azembski (1923–1988)
- Ryszard Bańkowicz (1939-)
- Jerzy Baranowski (1934-2009)
- Lesław M. Bartelski (1920–2006)
- Władysław Bartoszewski (1922–2015)
- Marian Brandys (1912–1998)
- Stanisław Brodzki (zastępca redaktora naczelnego w latach 1957–1967) (1916–1990)
- Andrzej Braun (1923–2008)
- Kazimierz Dziewanowski (1930–1998)
- Jerzy Ficowski (1924–2006)
- Jacek Frühling (1892–1976)
- Wiesław Górnicki (1931–1996)
- Joanna Guze (1917–2009)
- Józef Hen (1923-)
- Jerzy Janicki (1928–2007)
- Konstanty Jarochowski (fotoreporter; 1920–1978)
- Maria Jarochowska (1918–1975)
- Irena Jarosińska (fotoreporterka; 1924–1996)
- Paweł Jasienica (1909–1970)
- Edward Karłowicz (1921–2013)
- Krzysztof Kąkolewski (1930–2015)
- Jan Kosidowski (fotoreporter) (1922–1992)
- Zbigniew Lengren (1919–2003)
- Adam Mauersberger (1910–1988)
- Artur Międzyrzecki (1922–1996)
- Zbigniew Mitzner (1910–1968; pod ps. „Jan Szeląg”)
- Andrzej Mularczyk (1930-2024)
- Wiesław Nowakowski
- Witold Nowierski
- Edmund Jan Osmańczyk (1913–1989)
- Stanisław Ostrowski (sekretarz redakcji)
- Miłosław Petruszka (1915–1995)
- Jerzy Płażewski (1924-2015)
- Marian Podkowiński (1909–2007)
- Jerzy Pomianowski (1921-2016)
- Irena Poznańska (sekretarz redakcji) (1922–2020)
- Wiesław Prażuch (fotoreporter; 1925–1992)
- Marceli Ranicki (1920–2013)
- Adolf Rudnicki (1909–1990) (cykl pt. „Niebieskie kartki”)
- Jozefa Schiff (fotograf mody; 1922–2019)
- Alojzy Sroga (1927–1980)
- Wilhelmina Skulska-Kruczkowska (1918–1998)
- Władysław Sławny (fotoreporter; 1907–1990)
- Julian Stawiński (1904–1973)
- Maria Gustawa Sten (1917–2007)
- Zbigniew Stolarek (1920–1988)
- Jan Alfred Szczepański (1902–1991)
- Krzysztof Teodor Toeplitz (1933–2010)
- Jerzy Waldorff (1910–1999)
- Monika Warneńska (1922–2010)
- Ryszard Wasita
- Edda Werfel (1912–1992)
- Lucjan Wolanowski (1920–2006)
- Stanisław Zieliński (1917–1995)
- Aleksander Ziemny (1924–2009)
- Wacław Żdżarski (1913–1983)
- Wojciech Żukrowski (1916–2000)
- Mirosław Żuławski (1913–1995)
- Jadwiga Żylińska (1910–2009)